# 菊酸
菊酸（きくさん、chrysanthemic acid）は、様々な天然ならびに合成殺虫剤と関連する有機化合物の一つである。ピレスロイドに分類されるピレトリンI (Pyrethrin I) やピレトリンII (Pyrethrin II) と関連している。菊酸の4種の立体異性体の一つである (1R,3R)- or (+)-trans-chrysanthemic acidは、除虫菊 (Chrysanthemum cinerariaefolium) の種子に含まれるピレトリンIの酸部である。多くの合成ピレスロイド、例えばアレスリン類は、菊酸の4種の異性体全てのエステルである。

## 構造

### 立体異性体
菊酸には2箇所のキラル中心が存在し、その場所は、いずれも分子内対称面になり得ない構造をしているため、この2箇所がS配置であるかR配置であるかの組み合わせによって、合計4つの立体異性体が存在する。例えば、菊酸の4つの立体異性体の中で、(1R,3R)-菊酸は、ピレトリンIの部分構造である。

### ピレスロイドとの関係
殺虫剤として使用される化合物群の中の1つに、ピレスロイドと呼ばれる化合物群が存在する。当初のピレスロイドは、全て菊酸を部分構造として有していた。しかし、人工的に合成されたピレスロイドの中には、菊酸の構造を有していない物も開発された。したがって、ピレスロイドならば菊酸を部分構造に持つとはいえなくなった。

## 生合成

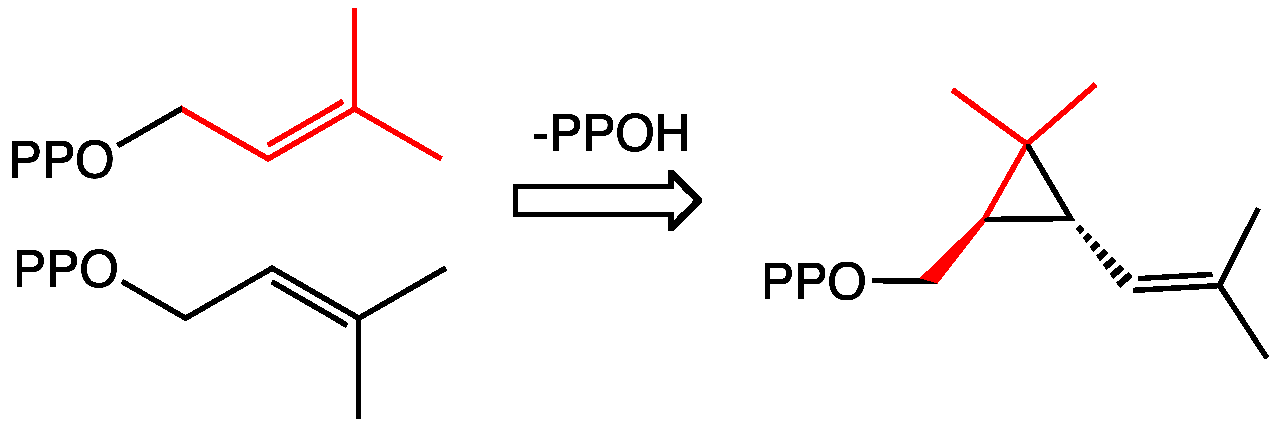
菊酸の生合成。炭素数5つのイソプレンの単位が判り易いように、後から結合したイソプレンの炭素の部分を赤く着色してある。

菊酸はモノテルペノイド、すなわち、炭素数5のイソプレン単位が2つ結合しているため、菊酸の炭素数は10個である。ちょうど、イソプレンのピロリン酸エステルが2分子を原料として、菊酸が合成される。なお、イソプレンのピロリン酸エステルは、ジメチルアリル二リン酸から生合成される。

## 人工合成
菊酸は工業的に、シス-トランス異性体の混合物であるジエンのシクロプロパン化反応とそれに続くエステルの加水分解によって生産される。
多くのピレスロイドは菊酸エチルエステルの再エステル化によって入手できる。